# Radio Kum
Radio Kum je bil radijski program, ki ga je oddajnega mesta na Kumu na frekvenci 98.1 MHz izdajal Radio KUM Trbovlje, d.o.o.. Leta 1965 ga je ustanovila občina Trbovlje. Kasneje sta soustanoviteljski akt podpisali še občini Hrastnik in Zagorje. 
Radio je začel oddajati prek oddajnika (50 W) na Kleku nad Trbovljami v nedeljo, 10. oktobra 1965, na frekvenci 1594 kHz. Najprej je oddajal ob nedeljah in sredah po dve uri, kasneje pa pogosteje; konec sedemdesetih let že vsak dan. Z dveh ur je v osemdesetih letih prešel na tri ure lastnega programa, nato na sedem, v devetdesetih letih pa je oddajal lasten program tudi dopoldne. 
Od 3. novembra 2014 oddaja na njegovi frekvenci radio Aktual.